# Holpijp (gereedschap)

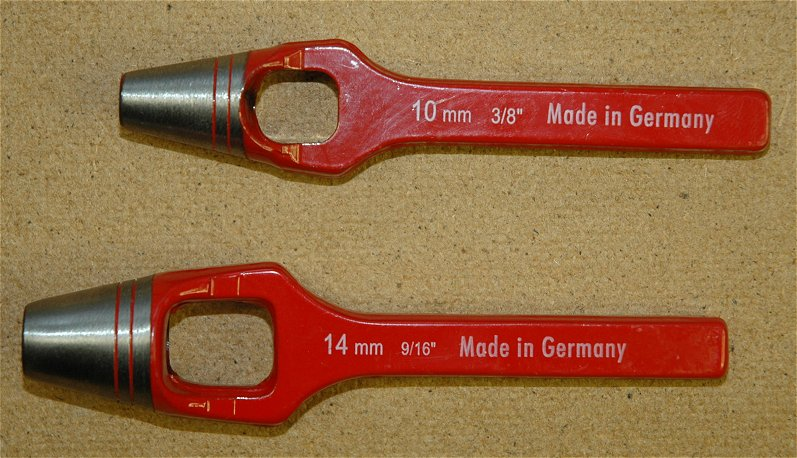
Holpijpen

Een holpijp is een stuk gereedschap waarmee men, met behulp van een hamer, gaten kan stansen in karton, leer, rubber, pakkingen en andere dunne, zachte materialen.
Een holpijp heeft aan de onderkant een korte cilindervormige ruimte waarvan de rand is scherpgeslepen, daarboven bevindt zich de steel of schacht. Voor het maken van een gat wordt de holpijp rechtop op het materiaal geplaatst en vervolgens slaat men met de hamer op de schacht.
Voor het maken van kleinere gaatjes wordt vaak een revolverponstang toegepast.